# Gottfried Honegger

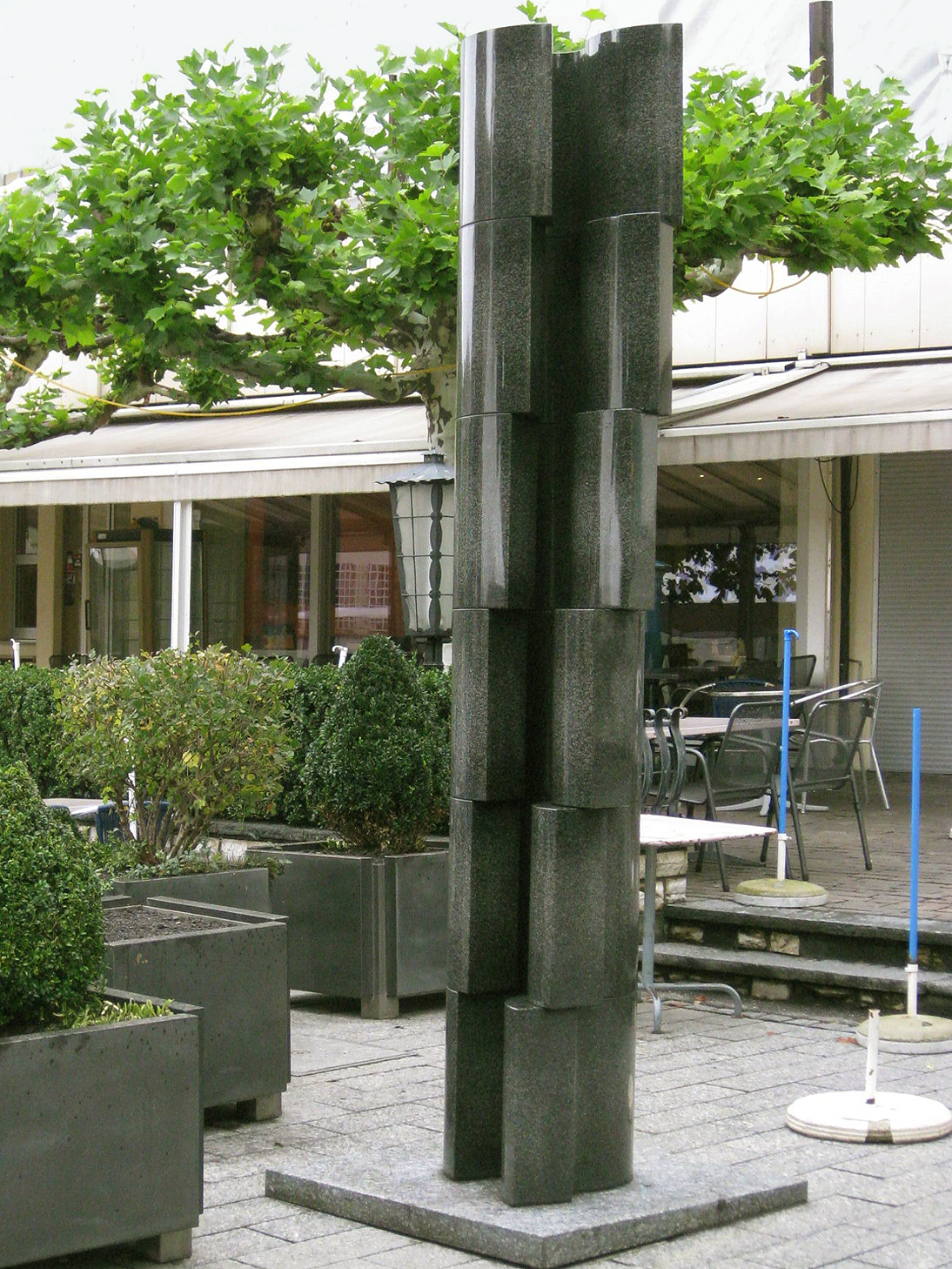
Monoform 29, 1991, escultura en Vaduz (Liechtenstein)

Gottfried Honegger (Zúric, 12 de juny de 1917-ibídem, 17 de gener de 2016) va ser un artista i col·leccionista suís.

## Biografia
Va passar la seva infància a les muntanyes del cantó de Grisons. Va estudiar escaparatisme a l'Escola d'Art de Zuric, i va ensenyar allí a partir de 1948. Va exercir els seus primers treballs en el disseny gràfic comercial.
Entre 1955 i 1958 va ser director artístic en Geigy. Va viure a Nova York entre 1958 i 1960, i va celebrar la seva primera exposició allí. En 1961 es va traslladar a París i es va concentrar en la pintura, centrant-se en l'exploració del cercle i el quadrat; des de 1968 va treballar en l'escultura.
Honegger també va passar algun temps en Texas, com a artista resident en la Universitat de Dallas.
Gottfried Honegger era un dels més originals creadors de l'art concret, reconegut tant als Estats Units com a Europa. Va ser autor de nombrosos treballs monumentals. Treballava amb variacions d'un mateix tema: volum, estructura, deixants...
Encara que mantenia la influència de l'art concret de Max Bill i Lhose Richard, Honegger va recórrer en els anys 1960 i 1970 a una determinada programació matemàtica vertical. L'ús de la informàtica li va permetre desenvolupar la seva investigació plàstica.
Se li va atorgar l'Ordre de les Arts i les Lletres sota l'adreça de Jack Lang en el Ministeri de Cultura francès; en 1999 es va fer membre de la Legió d'Honor. Al costat de Sybil Albers va crear en 1990 l'Espai de l'Art Concret (Mouans-Sartoux), a partir de les seves col·leccions.